# Semaine 27
D'après la norme ISO 8601, une semaine débute un lundi et s'achève un dimanche, et une semaine dépend d'une année lorsqu'elle place une majorité de ses sept jours dans l'année en question, soit au moins quatre. Dès lors, la semaine 27 est la semaine du vingt-septième jeudi de l'année. Elle suit la semaine 26 et précède la semaine 28 de la même année.
La semaine 27 est pratiquement toujours la semaine du 5 juillet, sauf exceptionnellement, dans le cas d'une année bissextile commençant un jeudi.
Elle commence au plus tôt le 28 juin et au plus tard le 5 juillet.
Elle se termine au plus tôt le 4 juillet et au plus tard le 11 juillet.

## Notations normalisées
La semaine 27 dans son ensemble est notée sous la forme W27 pour abréger.
| Jour de la semaine 27 | Notation |
| --------------------- | -------- |
| Lundi                 | W27-1    |
| Mardi                 | W27-2    |
| Mercredi              | W27-3    |
| Jeudi                 | W27-4    |
| Vendredi              | W27-5    |
| Samedi                | W27-6    |
| Dimanche              | W27-7    |

## Cas de figure
| Cas | Le 31 décembre est… | L'année est une année… | Le vingt-septième jeudi de l'année tombe… | La semaine 27 débute… | La semaine 27 s'achève… | Premier cas après 2008 |
| --- | ------------------- | ---------------------- | ----------------------------------------- | --------------------- | ----------------------- | ---------------------- |
| 0   | Un vendredi         | bissextile DC          | Le 1er juillet                            | Le lundi 28 juin      | Le dimanche 4 juillet   | 2032                   |
| 1   | Un jeudi            | D ou ED                | Le 2 juillet                              | Le lundi 29 juin      | Le dimanche 5 juillet   | 2009                   |
| 2   | Un mercredi         | E ou FE                | Le 3 juillet                              | Le lundi 30 juin      | Le dimanche 6 juillet   | 2014                   |
| 3   | Un mardi            | F ou GF                | Le 4 juillet                              | Le lundi 1er juillet  | Le dimanche 7 juillet   | 2013                   |
| 4   | Un lundi            | G ou AG                | Le 5 juillet                              | Le lundi 2 juillet    | Le dimanche 8 juillet   | 2018                   |
| 5   | Un dimanche         | A ou BA                | Le 6 juillet                              | Le lundi 3 juillet    | Le dimanche 9 juillet   | 2017                   |
| 6   | Un samedi           | B ou CB                | Le 7 juillet                              | Le lundi 4 juillet    | Le dimanche 10 juillet  | 2011                   |
| 7   | Un vendredi         | C                      | Le 8 juillet                              | Le lundi 5 juillet    | Le dimanche 11 juillet  | 2010                   |

1. 1 2 3  Dans ce cas, l'année compte une semaine 53.